# Alkoholismus

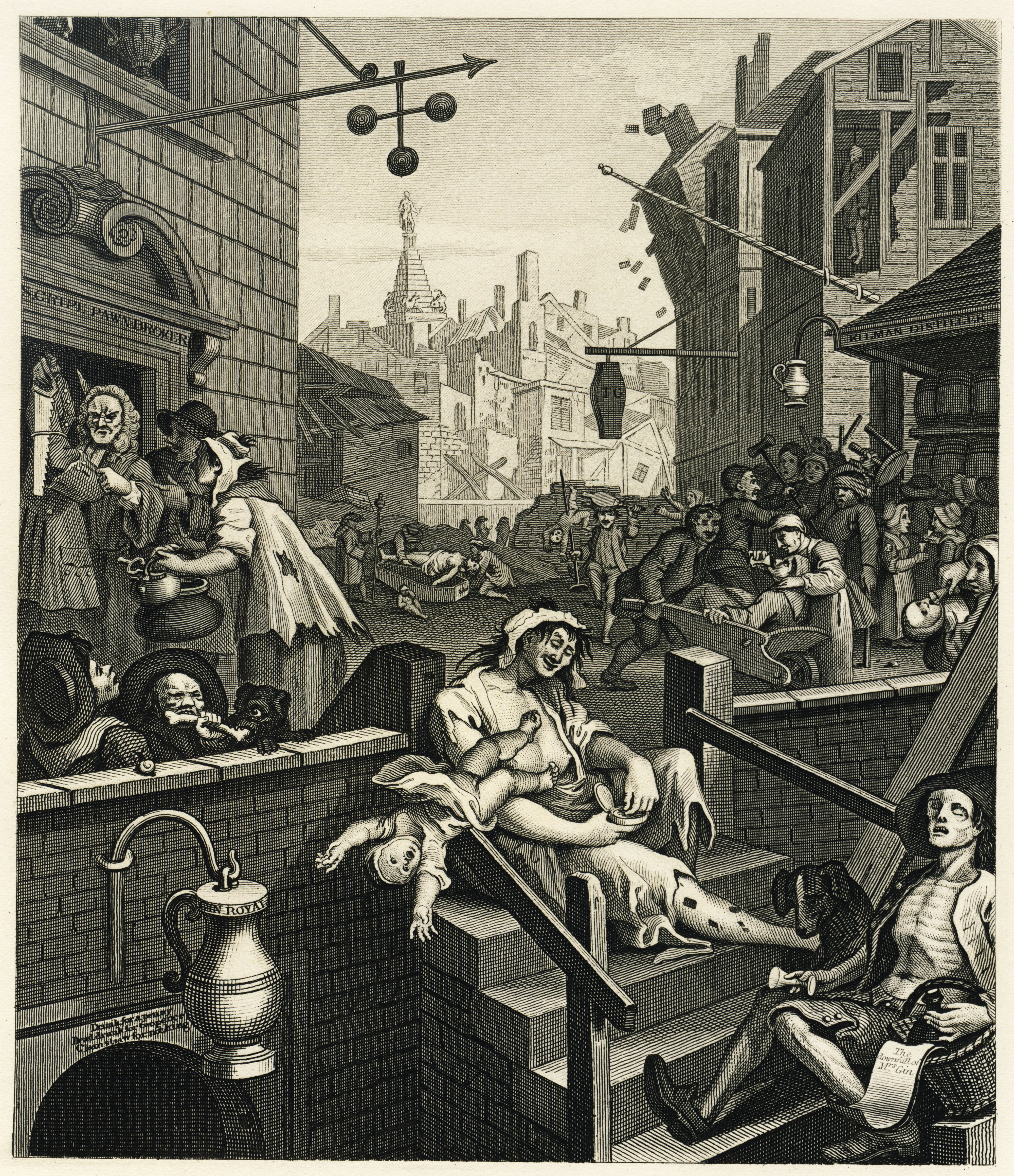
William Hogarth: Gin Lane (Ginová ulička, asi 1751)

Alkoholismus nebo též závislost na alkoholu, opilství je chronické recidivující onemocnění postihující nejen celou osobnost postiženého jedince po stránce psychické a fyzické, ale i jeho blízké, zvláště pak rodinné příslušníky. Patří mezi nejzávažnější a nejrozšířenější formy závislosti. Obecně lze o alkoholismu hovořit tehdy, pokud dosáhne závislost na alkoholu takového stupně, že škodí buď jedinci, společnosti nebo oběma. Tuto nemoc je možno léčit. Průběh závislosti na alkoholu je různý. Odlišuje se mimo jiné podle toho, jaký alkohol je zneužíván.
V České republice je alkohol problém, který je často bagatelizován. Problémy specifické pro ČR popisuje článek Alkoholismus v Česku.
Slovo alkohol pochází z arabského al-kahal, což se dá přeložit jako jemná substance. Vzniká působením kvasinek při kvašení cukrů. Tento proces je v přirozeném prostředí možný nejvýše do 14 % obsahu ethanolu, protože poté jsou kvasinky ničeny vlastním produktem. Dalším procesem vzniká ocet.

## Působení na mozek

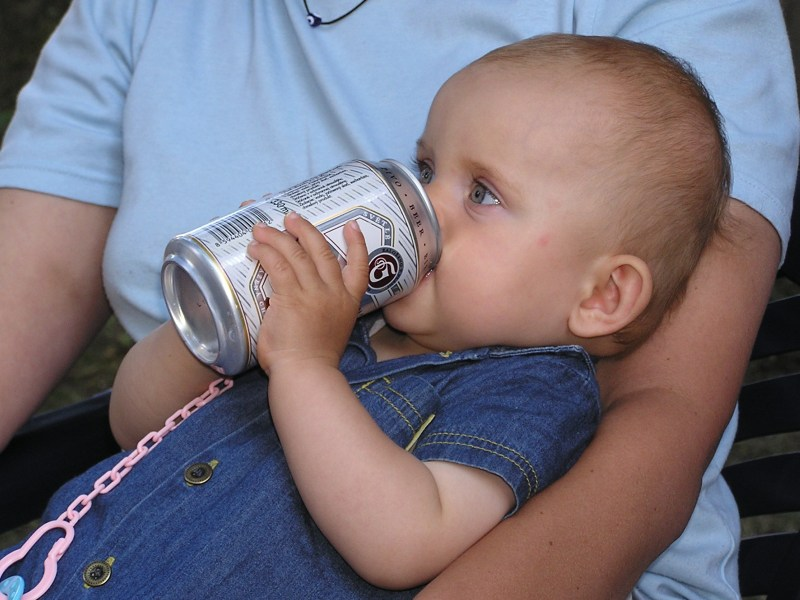
Alkohol škodí zvláště dětem

Alkohol působí na lidský mozek nejrůznějším způsobem. Může působit podobně jako amfetamin, tedy povzbudivě, ale zároveň zklidňuje a otupuje úzkost (podobně jako např. benzodiazepiny). Má i lehce anestetický účinek. Po požití tedy dojde k pocitům uvolnění a klidu. Ovlivňuje tělesnou teplotu a působí též na motoriku. Tyto účinky alkoholu způsobuje skutečnost, že alkohol působí na různé systémy přenosu impulsů mezi nervovými buňkami (neuropřenašečové systémy): dopaminový, serotoninový, endorfinový.
Zablokuje-li alkohol glutamátové receptory, může dojít k utlumení několika různých procesů v neuronu, který přijímá podněty, včetně výdeje dalších neuropřenašečů. Zároveň tlumí aktivaci enzymů a hormonů, které hrají zásadní roli takřka ve všech tělesných procesech. Dochází ke zhoršení schopnosti neuronu zapínat a vypínat geny. Zapínání a vypínání genů je jedna ze základních tělesných funkcí. Je to jediný způsob, jak neurony mohou vytvářet receptory, vylučovat neuropřenašeče a udržovat se při životě. Narušení těchto procesů vede k narušení správného fungování mozku.

## Alkohol a mediátorový systém
Alkohol zvyšuje účinek GABA (kyselina gamaaminomáselná) a naopak snižuje účinek glutamátu na NMDA receptorech v CNS. Dále dochází ke změně v dalších neurotransmiterových systémech zejména serotoninu, noradrenalinu a acetylcholinu.

## Následky

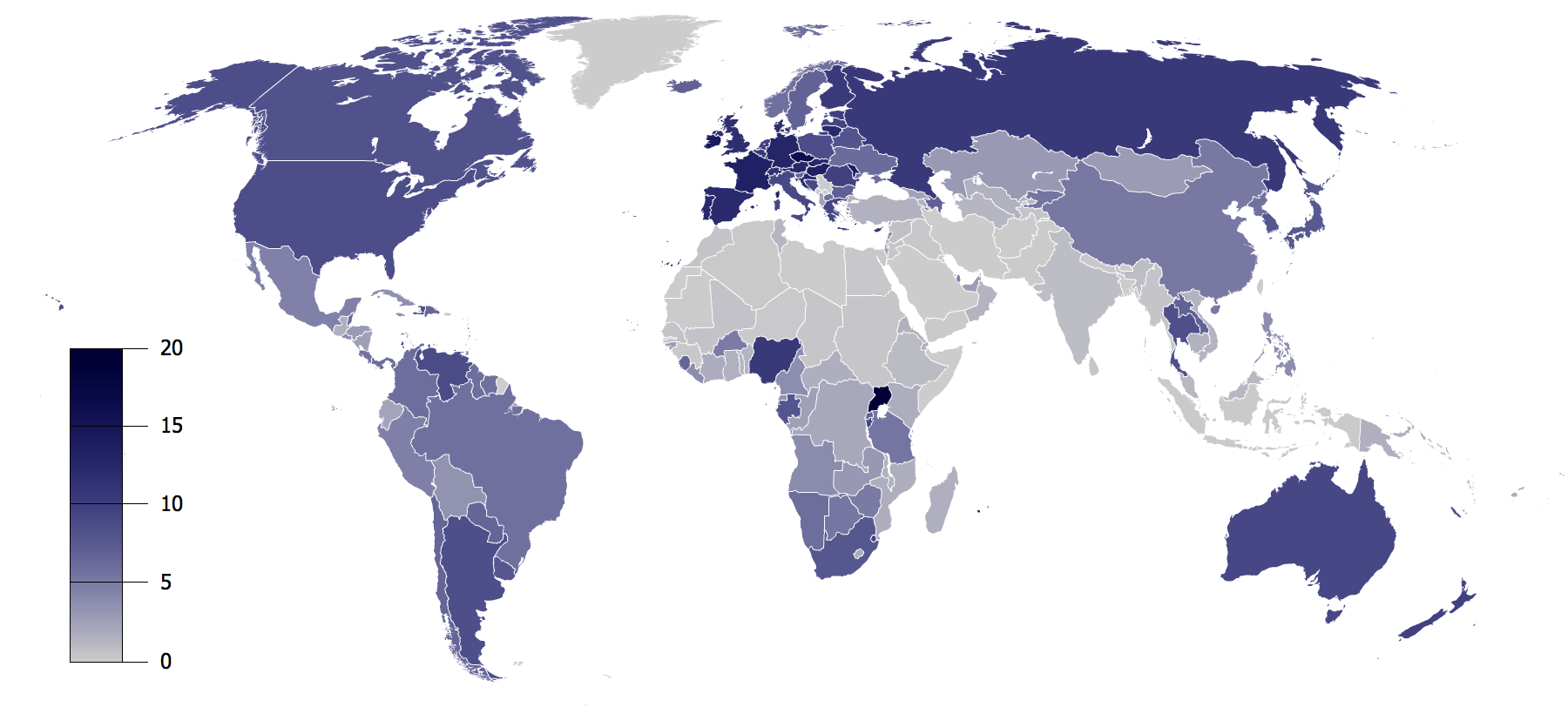
Spotřeba alkoholu na osobu v litrech čistého alkoholu v roce 2008

Ztracená léta života pro poruchy s užíváním alkoholu na 1 000 000 obyvatel v roce 2012
234–806
814–1,501
1,551–2,585
2,838
2,898–3,935
3,953–5,069
5,168
5,173–5,802
5,861–8,838
9,122–25,165

Alkohol uklidňuje nervy a vytváří pocit uvolnění. Důvodem je, že GABA má tlumivý účinek na další neurony, a tak zpomaluje aktivitu určitých částí mozku. Řada GABA receptorů je uložena v malém mozku (mozečku), části mozku ovládající jemnou motoriku. Po požití alkoholu se zhoršuje jemná motorika, protože se zpomalí aktivita mozečku.

## Paměť
Funkce hipokampu má zásadní význam pro krátkodobou paměť a schopnost úsudku. Naváže-li se alkohol na glutamátové receptory v hippocampu, může znatelně ovlivňovat paměť. Jedinec si ztěžka vzpomíná na to, co se stalo poslední dobou. Dokonce může dojít i k výpadkům paměti. Stejně tak se sníží schopnost sledovat své chování.

## Genetika
I když přímá genetická souvislost není zcela prokázána, je jisté, že děti z rodin, kde je otec alkoholik, mívají v porovnání s ostatními dětmi dvojnásobný počet úrazů, mnohem více trpí onemocněním horních cest dýchacích a dokonce pětkrát častěji jsou v evidenci nejrůznějších psychiatrických pracovišť. Nejčastěji je to však způsobené ne tím, že je jeden z rodičů alkoholik, ale proto, že celá funkčnost rodiny je špatná.
Velice ohroženou skupinou jsou mladí muži, jejichž otec je závislý na alkoholu. Rodinná zátěž se udává asi na 64 % mužských potomků. Geneticky dědičná barva očí také koreluje s tendencí k propuknutí závislosti.

## Další následky
Alkohol ze začátku zvyšuje chuť k jídlu. Nepřímo stimuluje činnost hypotalamu, tedy oblasti mozku, ve které se nachází centrum hladu. Alkohol snižuje i rychlost reakcí. Je pravděpodobné, že i mozek pracuje pomaleji, zároveň ale i zornice reagují pomaleji na stimuly z mozku a zhoršuje se motorika. Díky velkému uvolňování tepla může snadněji nastat smrt zmrznutím nebo podchlazením.
Protože první stadium okysličení alkoholu probíhá postupně, koluje nerozředěný v krvi, která jej zahání do všech tkání. Jestliže se na dočasném uskladnění alkoholu podílejí všechny tělesné tkáně, je tímto procesem nejvíce poškozena tkáň nervová, která je na alkohol vůbec nejcitlivější. Tím je i vysvětlena opilost, jež je tedy v pravém smyslu narušení především vyšší nervové činnosti, což je práce buněk mozkové tkáně.
Pořadí působení alkoholu na nervový systém je následující: mozková kůra, podkoří a mozeček, prodloužená mícha.

## Vstřebávání alkoholu v lidském těle

### Absorpce
V lidském organismu může být alkohol absorbován všemi částmi trávicí trubice, plícemi, močovým měchýřem, pobřišnicí, pohrudnicí a podkožním vazivem. Po požití alkohol rychle proniká sliznicí trávicího systému do krevního oběhu celého těla. Jeho koncentrace v krvi rychle stoupá a dosahuje maxima asi po jedné hodině. Jestliže dojde k požití jídla před pitím, zpomalí se vstřebávání ethanolu (až 6 hodin).

### Likvidace
Likvidace alkoholu v těle probíhá hlavně oxidací v játrech (až 98 %), kde alkohol odevzdá značné množství tepla, což vyvolá rozšíření povrchových kožních cév, kterými se nehospodárně teplo vydává. Dále se alkohol likviduje vydechováním a částečně se vylučuje močí.
Také pokles promile alkoholu v krvi není konstantní. Závisí na množství požitého alkoholu, na době, za kterou byl alkohol vypit, ale i na toleranci, na momentální duševní a tělesné kondici.

### Oxidace
Aby mohla nastat oxidace, potřebuje organismus jaterní ferment alkoholoxidázu, který se vyskytuje u člověka už asi od 5 let věku. Jeho výskyt je u různých národností různý a také trvalé zatěžování jater alkoholiků vede v prvních obdobích k uvolňování většího množství dalších oxidačních systémů, později už je tomu naopak. Proto v prvním období alkoholismu dochází ke zvyšování tolerance (snášenlivosti alkoholu organismem, pro stejný účinek je třeba většího množství látky), která v dalším průběhu klesá. Při oxidaci alkoholu v játrech se uvolní energie o velikosti 7 cal/g. To znamená, že alkohol dovede pokrýt až polovinu energetického přívodu potřebného pro tělesnou aktivitu s mírnou svalovou zátěží.

## Opilost

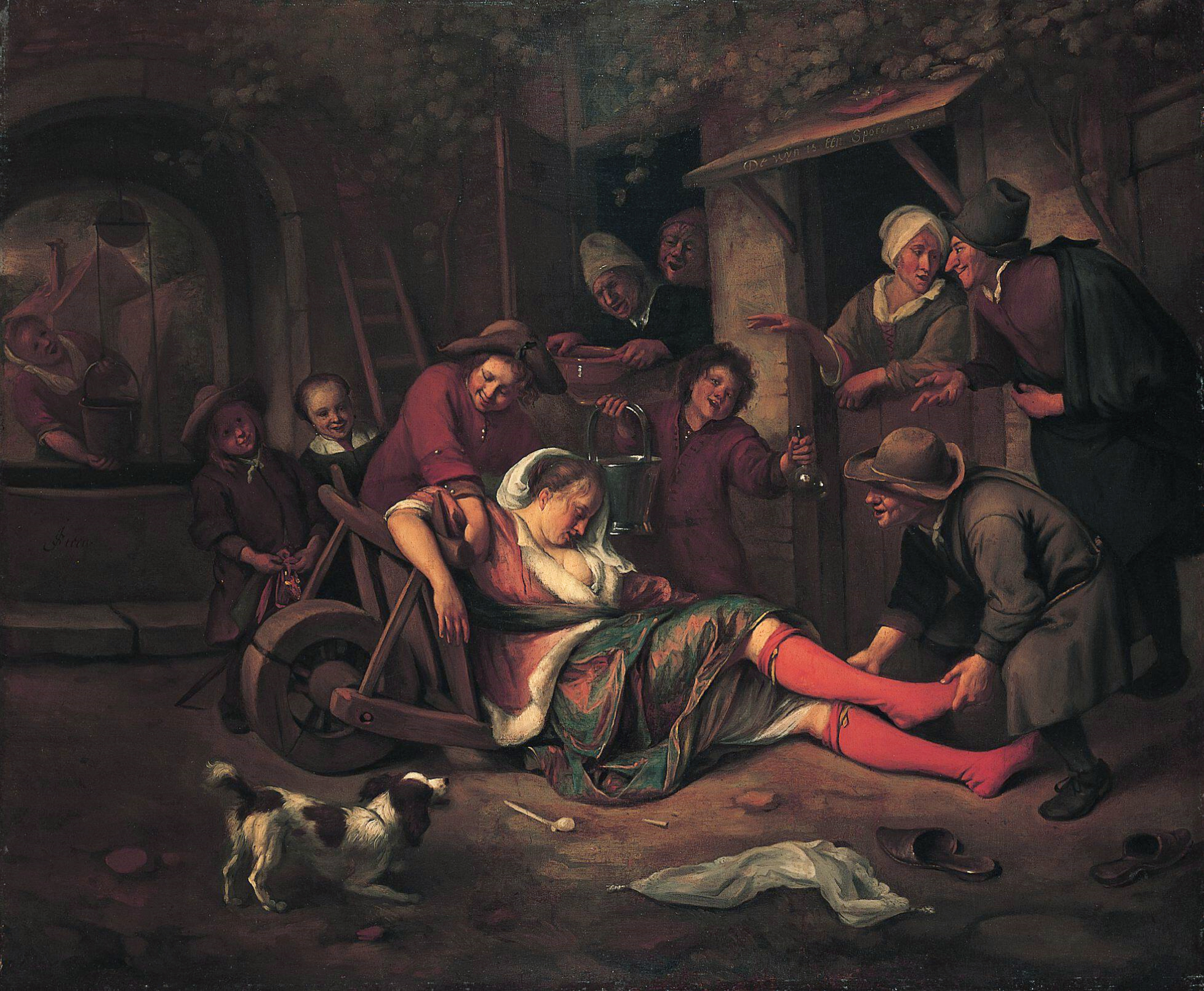
Obraz opilé ženy (od Jana Steena, z roku 1663)

V počátcích alkoholického opojení vzniká u člověka stav spokojeného a sdílného rozpoložení mysli. Obvykle se to projevuje i navenek veselým výrazem v obličeji, svítivýma očima, živou mimikou, výřečností a smíchem. Člověk je rozpustilý, snadno a rád uzavírá přátelství, dostavuje se u něho zvýšený pocit sebevědomí, dojem, že by snadno překonal všechny životní těžkosti. Právě tento stav je často nejsilnějším popudem, proč člověk sahá po alkoholu a považuje jej za společníka ve štěstí a útěchu v neštěstí.
V dalším průběhu opilosti alkohol postihuje i činnost podkoří a mozečku. Pijící člověk se stává nekritický, netaktní, začíná křičet, zpívat, nedbá na své okolí. Jeho chování a jednání je impulzivní, nepromyšlené. Takoví lidé už postrádají schopnost naslouchat druhým, neumějí kontrolovat svou řeč, jejich obličej rudne, puls stoupá nad 100/min. Pohyby jsou neuspořádané, opilý snadno porazí sklenici, má závratě, při chůzi vrávorá a vidí dvojitě[zdroj?]. Při těžké akutní otravě alkoholem se dostavuje již únava, spavost, často zvracení.
Obličej ztratí svou červeň a zbledne. Při velkých dávkách alkoholu se opilost podobá narkóze: dochází k úplnému bezvědomí, necitlivosti a mimovolnému močení a pokálení. Svalstvo je uvolněné, puls mělký, dýchání pomalé, zornice normální nebo rozšířené a nereagující na světlo. Někdy je otrávený zmatený, blouzní, zmítá sebou a tropí povyk. V těžkých případech a při nedostatečné pomoci může i zemřít následkem ochrnutí tzv. dýchacího centra v prodloužené míše. Stupeň opilosti je tedy charakterizován jednak vnějšími projevy, jako je porucha chůze, rovnováhy, a jednak obsahem alkoholu v krvi.

## Závažné stavy a onemocnění způsobená alkoholismem
Nadměrné užívání alkoholu narušuje nervovou soustavu, může vést až ke změnám osobnosti. Způsobuje poruchy trávicího traktu, škodí především srdci a cévám, játrům, ledvinám, slinivce. 

### Rakovina
Světová zdravotnická organizace v lednu 2023 vydala stanovisko, podle nějž v konzumaci alkoholu neexistuje bezpečné množství, které by nemělo vliv na zdraví. Podle klasifikace Mezinárodní agentury pro výzkum rakoviny je alkohol toxická, psychoaktivní a závislost způsobující látka a karcinogen první třídy. Je prokazatelně spojen s devíti druhy rakoviny. Způsobuje nádorová onemocnění všech oddílů trávicího traktu včetně jater a slinivky, kromě toho i rakovinu prsu. Může přispívat ke vzniku obezity a cukrovky. V Evropské unii byla lehká až střední konzumace alkoholu (méně než 20 g čistého alkoholu denně) v roce 2017 spojena s téměř 23 000 novými případy rakoviny. To představuje 13,3 % všech případů rakoviny způsobené alkoholem. Téměř polovinu těchto případů rakoviny (asi 11 000) tvořila rakovina prsu u žen.

### Alkoholová epilepsie
Výskyt epileptického onemocnění se odhaduje na 0,5–1 %, to znamená, že v České republice trpí epilepsií zhruba 70 000 osob. Další 1–4 % populace prodělají v životě ojedinělý epileptický záchvat (Návrh koncepce, 2005). Česká republika patří k zemím s vysokou spotřebou alkoholu pohybující se dlouhodobě kolem 14 litrů 100% alkoholu na obyvatele za rok. Zneužívání alkoholu a výskyt epileptických záchvatů spolu nezřídka souvisejí.
Toho si povšiml už Hippokrates a staří Římané (Hillbom a spol., 2003). Alkohol není jediná psychoaktivní látka, která může vyvolat epileptické záchvaty. Epileptické záchvaty se vyskytují i v odvykacím stavu po barbiturátech a po vysokých dávkách benzodiazepinů nebo při intoxikaci amfetaminy (pervitin) či kokainem. Vzhledem k rozšířenosti alkoholu jsou ale epileptické záchvaty související se zneužíváním jiných látek daleko méně časté.

#### Alkohol jako příčina epileptických záchvatů
Hillbom a spol. (2003) odhadují výskyt epileptických záchvatů u závislých na alkoholu nejméně trojnásobný ve srovnání s běžnou populací. Zneužívání alkoholu také často předchází výskytu status epilepticus (podle různých studií v 9–25 % případů). Alkohol, podobně jako např. barbituráty nebo benzodiazepiny, může v odvykacím stavu vyvolat epileptický záchvat nebo status epilepticus u osob, u nichž se dříve epileptické záchvaty nevyskytovaly. Epileptický záchvat se typicky objevuje 6–48 hodin poté, co skončilo pití alkoholu.
Uvažuje se i o tom, že riziko epilepsie mohou zvyšovat i strukturální změny a úbytek mozkové tkáně, k nimž dochází v důsledku pití vysokých dávek alkoholu. Podle dosud nepotvrzené hypotézy riziko epileptických záchvatů zvyšují také opakované odvykací stavy. Velká část epileptických záchvatů u závislých na alkoholu, snad až 50 % (Rathlev a spol., 2002), nesouvisí s odvykacím stavem. Častou komplikací u pacientů zneužívajících alkohol jsou úrazy hlavy nebo cévní mozkové příhody v důsledku prudkého zvýšení krevního tlaku po vysokých dávkách alkoholu. Praxe potvrzuje užitečnost počítačové tomografie mozku (CT) zejména u netypických obrazů a průběhů odvykacích stavů. Určitý význam v etiologii epileptických záchvatů u závislých na alkoholu má patrně i rozvrat vodního a minerálního hospodářství a hypoglykemie.

#### Léčba a prevence epileptických záchvatů alkoholové etiologie
Zásadní význam má léčba odvykacího stavu. K tomu jsou vhodné clomethiazol a dlouhodobě působící benzodiazepiny. K častým chybám při léčbě odvykacích stavů patří nedostatečné dávkování, které nebere v úvahu vysokou toleranci pacienta. Hillbom a spol. (2003) odhadují, že náležitou léčbou odvykacích stavů lze snížit výskyt epileptických záchvatů při odvykacím stavu z 8 na 3 %. Benzodiazepiny ale mohou zhoršovat respirační insuficienci např. u pacienta s deliriem tremens a pneumonií. Objevily se zprávy o používání carbamazepinu v kombinaci s tiapridem (např. Lucht a spol., 2003). Carbamazepin může zhoršit jaterní funkce a navíc vede k poruchám AV převodu, není tedy bez rizika zejména u těžkých odvykacích stavů. Podobně jsou u těžkých odvykacích stavů a delirií tremens nevhodná antipsychotika, protože zvyšují riziko epileptického záchvatu a mohou působit u těchto vulnerabilních pacientů kardiální komplikace.
Kombinace carbamazepinu s tiapridem může být užitečná u lehkých odvykacích stavů při ambulantní léčbě, protože s sebou nenese riziko vzniku lékové závislosti jako benzodiazepiny. Při ambulantní léčbě odvykacích stavů existuje ale riziko dále zmíněných interakcí carbamazepinu a alkoholu. Při léčbě odvykacích stavů je důležitá úprava minerálního a vodního hospodářství (draslík, hořčík, tekutiny, glukóza) a to nejen z hlediska prevence epileptických záchvatů. Dlouhodobá léčba pacientů s epilepsií alkoholové etiologie antiepileptiky se nedoporučuje, protože chaotické braní antiepileptik a jejich interakce s alkoholem zvyšují riziko dalších záchvatů. Po zvládnutí akutního stavu je prioritou léčba závislosti na alkoholu.

### Delirium tremens
Delirium tremens je život ohrožující stav, který vzniká po přerušení užívání alkoholu typicky např. pokud se pacient v opilosti zraní a je hospitalizován. Průběh je individuální, předchází mu predelirantní stav charakterizovaný pocením, nevolností, zrychlenou srdeční činností, nespavostí. Pokud se nezasáhne včas, dochází k přechodu do deliria. Během deliria pacient halucinuje – může vidět různá malá zvířata (tzv. mikrozoopsie), často vykonává zažité, zautomatizované pohyby, např. řidiči z povolání řídí auto atp. Dostavuje se hrubý tremor (třes).
V čase a prostoru je nepřesně orientován či vůbec neorientován, výrazná je porucha bezprostřední paměti a porucha konsolidace paměťových stop (tj. není schopen si zapamatovat nové údaje a události). Jsou zde přítomné poruchy psychomotoriky – pacient je zvýšeně aktivní, neklidný, agresivní či naopak zcela klidný, utlumený. Toto se může celkem rychle měnit Poruchy emocí – může být nadnesená nálada, euforie či naopak úzkost či agrese. Mohou být přítomné bludy – např. pacient může být přesvědčen, že mu ostatní usilují o život. Může se objevit epileptický záchvat. Tento stav může trvat několik dní a končí hlubokým spánkem. Na proběhlý stav je amnézie.
Jedná se o život ohrožující stav, pacienti bývají často hospitalizováni na jednotkách intenzivní péče. Lékem 1. volby tohoto stavu je Clomethiazol (firemní název Heminevrin) ve vyšších dávkách – až 16 tablet denně. Pokud ten nelze podávat (neboť je v ČR dostupný pouze ve formě tablet) – např. z důvodů odmítání cokoliv spolknout, lze použít další preparáty:
- Benzodiazepiny – nejčastěji diazepam ve vysokých dávkách (až 80 mg/den)
- Atypická antipsychotika – tiaprid, risperidon,
- Klasická antipsychotika – haloperidol, melperon
- Antiepileptika – karbamazepin

Vzhledem k tomu, že u těchto pacientů je přítomná minerálová dysbalance (zejména nízká hladina draslíku), dále deficit vitamínů skupiny B – zejména Thiamin, je nutné tyto látky dodávat – buď perorálně a pokud pacient není schopen či ochoten polykat, tak ve formě infúzí. V důsledku nižší hladiny záchvatového prahu se k prevenci epileptického záchvatu podává magnezium (Hořčík). V důsledku vysokého krevního tlaku a pulzu je někdy nutné podávat antihypertenziva, pro poruchy krevního cukru se většinou dávají infúze s glukózou.
Hrozí riziko smrtelných komplikací vyplývajících z nasedajících tělesných komplikací typických pro chronickým alkoholizmem poškozený a oslabený organizmus (například zápal plic, selhání jater, ruptura jícnových varixů apod.).

### Alkoholická halucinóza
Alkoholická halucinóza se projevuje neklidem, úzkostí, bolestí hlavy, potom sluchovými iluzemi až halucinacemi. Na rozdíl od deliria tremens si postižený zpravidla uvědomuje, že jde o iluzi. Alkoholická halucinóza je diagnostikována na základě trvalé přítomnosti halucinací, zpravidla sluchových a vizuálních, objevujících se po náhlém odnětí alkoholu u osoby závislé 10 a více let. Postihuje čtyřikrát
častěji muže než ženy, vzácně přechází do chronické formy připomínající schizofrenii. Toto onemocnění je celkem vzácné.

### Alkoholická paranoidní psychóza
Bludy pronásledování a žárlivecký blud. Postihuje přednostně paranoidní psychopatické osobnosti. Objevuje se často při zvýšeném přísunu alkoholu. Netřese se, nepotí se, komunikuje. Typická je právě žárlivost.

### Alkoholová demence (odumírání buněk)
Projevuje se jako jiné demence postupným zhoršováním paměti, úsudku a duševních schopností sloužících k zajišťování svých životních potřeb. Pro alkoholovou demenci jsou typické tzv. konfabulace: fakt, že si pacient něco nepamatuje, „maskuje“ vymyšlenými údaji, přičemž ale na stejnou otázku pokaždé odpoví jinak. Postižený si své poškození neuvědomuje. Alkoholová demence je na rozdíl od ostatních demencí reverzibilní, tj. může dojít k navrácení ztracených, resp. poškozených duševních schopností, a to pokud pacient dlouhodobě abstinuje.
K léčbě bývají používány některé vitamíny. Alkoholismus je obecně hlavním rizikovým faktorem demence.

### Sekundární onemocnění
- jícnové varixy
- žaludeční vředy
- nadměrné zatížení jater s jaterní cirhózou (vazivová přestavba jater), zvětšením jater, rakovina jater z trvalé intoxikace
- ztráta schopnosti vidět barvy (barvoslepost)[7]
- při poškození jater současné selhání ledvin jako hepatorenální syndrom
- při poškození jater může vzniknout gynekomastie (zvětšení prsů muže) v důsledku nelikvidace pohlavních hormonů
- velmi často postižení slinivky břišní (chronický, akutní zánět nebo rakovina)
- vysoký krevní tlak (hypertenze)
- impotence
- srdeční choroby (dilatační kardiomyopatie)

## Vývoj návykovosti

### Děti
Zkušenost dětí při prvním kontaktu s alkoholem bývá rozpačitá. Pivo, víno, tvrdý alkohol jim obvykle nechutná, pouze sladký likér v nich může vyvolávat nepatrný zájem. Zde se však již jedná o formování postoje dítěte k alkoholu, který může v pozdějším věku vést ke zvýšenému zájmu o alkohol. Obvykle však kontakt dětí s alkoholem nemusí nutně znamenat vážnější vliv na návykovost v dospělosti.

### Období adolescence
Významné zkušenosti získává mladý člověk (maturita, taneční, autoškola,…). Jde o spontánní projev radosti a veselí, kdy už začínají působit dva velmi výrazné prvky – pocit dospělosti a vlastní finanční příjem. Další možnost setkávání s alkoholem u mladého člověka je v prvních ročnících vysokých škol, kdy možnost organizovat si vlastní čas a vlastní peníze (na stravu apod.) může vést až k několika návštěvám hospod týdně.

### Dospělost
Kontakt s alkoholem v produktivním věku zpravidla není cílem, ale spíše prostředkem či příležitostí k podbarvení a zpestření dynamického rytmu života. Určující období pro formování postoje člověka k alkoholu bývá převážně mezi jeho třicátým a čtyřicátým rokem života. Tehdy se v podstatě rozhoduje o tom, zda z něj bude pouze příležitostný konzument, nebo zdali se přehoupne do role alkoholika. Asi po čtyřicítce se začínají objevovat životní problémové jevy, které se už nedaří tak hravě zvládnout jako doposud. Také se však může stát motivem k pití alkoholu nečekaný úspěch v zaměstnání, pohoda v rodinném životě nebo jen hledání nějakého vzrušení v rámci existujícího stereotypu.

## Kdo je tedy vlastně alkoholik?
Zde je čtyřicet nejmarkantnějších znaků. Dle Dr. Jelínka:
- Okénka (výpadky paměti na dobu v opilosti) s postupnou narůstající frekvencí
- Tajné pití
- Trvalé myšlenky na alkohol
- Překotné pití (nekontrolované)
- Pocity viny
- Vyhýbání se narážkám na alkohol
- Změněná kontrola pití (neschopnost přerušit nebo zdržet se pití)
- Vysvětlování důvodů k pití
- Sociální obtíže narůstají
- Velikášské chování jako kompenzace ztráty sebeúcty
- Nápadné agresivní chování
- Trvalý pocit zkroušenosti
- Období abstinence vynucené tlakem okolí
- Změny způsobu pití (k předcházení nepříjemnostem)
- Ztráta dosavadních přátel nebo rozchod s nimi
- Změna (změny) zaměstnání
- Konání se točí kolem alkoholu (podřizování zájmů)
- Ztráta zájmu o vnější svět
- Nápadné sebelitování
- Úvahy nebo realizace úniku z dosavadního prostředí
- Změny v rodinném prostředí – odcizení
- Bezdůvodné námitky alkoholika proti členům rodiny
- Vytváření tajných zásob alkoholu v domově, práci, aj.
- Zanedbání přiměřené výživy
- Hospitalizace pro poruchy na tělesném zdraví
- Pokles sexuálního pudu
- Alkoholická žárlivost
- Pravidelné ranní doušky
- Výskyt prodloužené intoxikace
- Etická deteriorace
- Postižení mentálních schopností
- Alkoholické psychózy
- Styky s morálně deprivovanými osobami
- U nižších společenských vrstev pití technického alkoholu (Okena)
- Zvýšení tolerance – lepší snášenlivost, pozdější opití
- Nedefinovatelné úzkosti
- Třesy
- Pití nutkavého rázu
- Zhroucení racionalizačních systémů – tj. debakl
- Lhaní, ev. i kriminální činy, krádeže

## Abstinenční syndrom
Abstinenční syndrom se projevuje během odvykacího stavu následujícími příznaky:
- třes jazyka, víček, napřažených rukou
- pocení
- nevolnost
- tachykardie
- hypertenze
- bolesti hlavy
- nespavost
- slabost
- epileptický záchvat

### Léčba
Není důvod k akutní hospitalizaci, pokud se léčí v rámci odvykací léčby, používají se psychofarmaka (anxiolytika – benzodiazepiny, nízké dávky neuroleptik, hypnotika).